# Christian Padovan
 (juillet 2010).
Si vous disposez d'ouvrages ou d'articles de référence ou si vous connaissez des sites web de qualité traitant du thème abordé ici, merci de compléter l'article en donnant les références utiles à sa vérifiabilité et en les liant à la section « Notes et références ».
Christian Padovan est un bassiste et auteur-compositeur français, né en 1946.
Il a accompagné sur scène et/ou en studio : Johnny Hallyday, Michel Berger, France Gall, Pascal Obispo, Nicole Croisille, Véronique Sanson, Mylène Farmer, Michel Sardou, Sylvie Vartan, Saint-Preux, Alain Barrière, Daniel Balavoine, Julien Clerc, Phil Barney, Jeanne Mas, Santa Esmeralda...
Il a été membre des groupes Les Challengers, Le Système Crapoutchick et Martin Circus.
En 1982, il participe à l'enregistrement de l'album de Claude Puterflam, directeur du studio Gang, et participe régulièrement par la suite à des enregistrements de divers artistes (France Gall, Michel Berger...) à Gang studio. 
Christian Padovan a pris sa retraite en 2007. 

## Discographie sélective
- Le Système Crapoutchick : Aussi Loin que je me souvienne (1969)
- Saint-Preux : Le Piano sous la Mer (voix, 1972)
- Véronique Sanson :
  - Amoureuse (1972)
  - Vancouver (1976)
- Michel Sardou :
  - La Maladie d'Amour (1973)
  - Bercy 91
  - Le Bac G (1992)
  - Bercy 93
- Michel Berger :
  - Chansons pour une fan (1974)
  - Que l'amour est bizarre (1975)
  - Mon Piano Danse (1976)
- Ceccarelli/Chantereau/Padovan/Pezin : CCPP (1975)
- Johnny Hallyday :
  - Hamlet (1976)
  - Dans la chaleur de Bercy (1990)
  - Parc des Princes (1993)
- France Gall :
  - France Gall (1976)
  - Dancing Disco (1977)
- Santa Esmeralda : Don't Let Me Be Misunderstood (1977)
- Julien Clerc :
  - Enregistrement public (1977)
  - Palais des Congrès (1980)
- Nicole Croisille : Croisille (1982)
- Daniel Balavoine :
  - Vendeurs de Larmes (1982)
  - Loin des yeux de l'occident (1983)
  - Au Palais des Sports (1984)
- Martin Circus : Trop sentimental (1985)
- Jeanne Mas : Jeanne Mas (1985)
- Mylène Farmer : En Concert (1989)
- Sylvie Vartan : Olympia 97